# Цекцинек
Цекцинек (пол. Cekcynek) — село в Польщі, у гміні Цекцин Тухольського повіту Куявсько-Поморського воєводства.